# Helen Evans
Helen de Lacey Evans, de soltera Helen Carter, (Athy, 1833/1834 – Saint Andrews, 4 de octubre de 1903) fue una médica irlandesa y miembro de Las siete de Edimburgo, un grupo de mujeres que se inscribió en la Universidad de Edimburgo en 1869, y que trató de licenciarse como médicos. Se casó con el editor de The Scotsman, Alexander Russel y fue madre de la sufragista y activista feminista Helen Archdale.

## Trayectoria
Helen Carter nació en Athy, Irlanda, en 1833 o 1834, una de siete hijos. Sus padres eran Helen Gray y el Mayor Henry Carter, del 73.er Regimiento de Infantería Nativa de Bengala. En 1854, en Shimla, India, se casó con el oficial de caballería Henry John Delacy Evans del Regimiento de Artillería a Caballo de Bengala. Juntos tuvieron una hija, Helen, que murió en su infancia en 1857. Quedó viuda antes de su matriculación en Edimburgo en 1869.

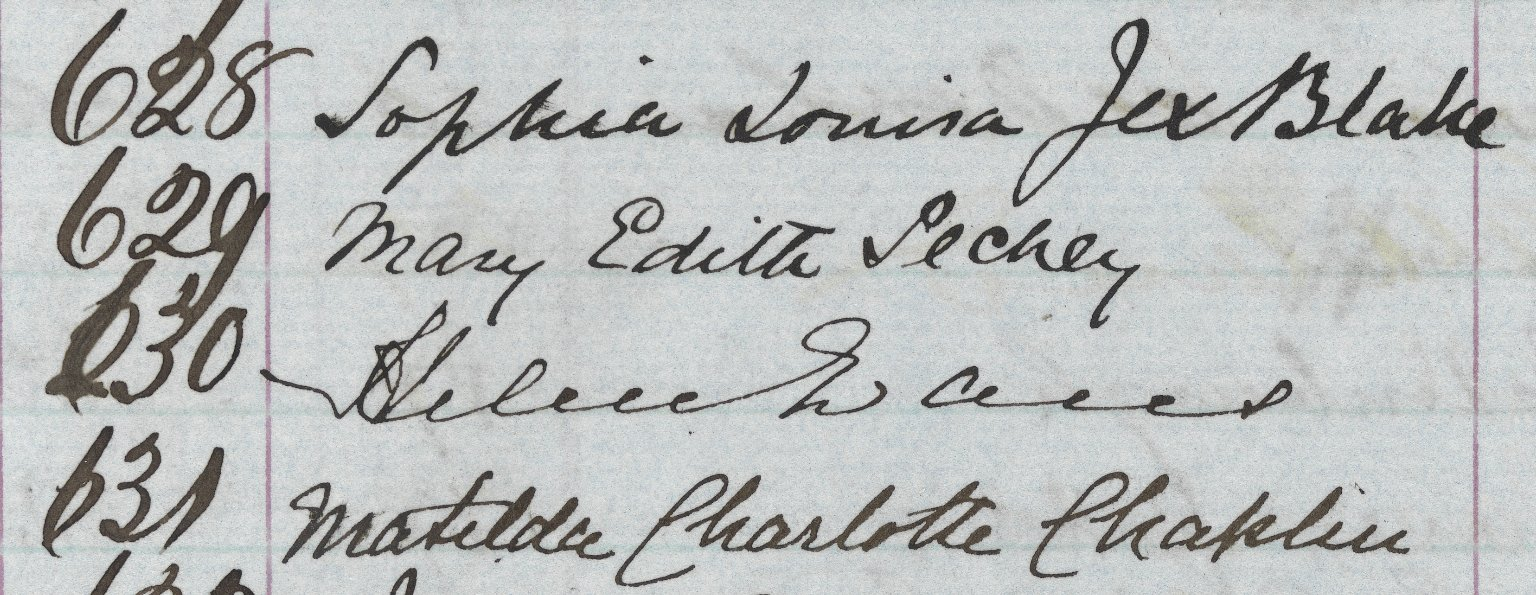
Firmas de matriculación de Sophia Jex-Blake, Mary Pechey, Helen Evans y Matilda Chaplin.

En 1869, se unió a un grupo de mujeres, encabezadas por Sophia Jex-Blake, que llegaron a ser conocidas como Las siete de Edimburgo (Mary Anderson, Emily Bovell, Matilda Chaplin, Helen Evans, Sophia Jex-Blake, Edith Pechey e Isabel Thorne) que buscaban obtener el título de medicina en la Universidad de Edimburgo. Fueron las primeras mujeres que se licenciaron en una universidad británica. Evans demostró ser una muy buena estudiante y, con otros miembros del grupo, aprobó los exámenes de matriculación con honores.
En noviembre de 1871, se casó con Alexander Russel, director del periódico The Scotsman, un gran partidario de Sophia Jex-Blake y de las mujeres estudiantes de medicina. Después de casarse, Evans no completó sus estudios pero su vínculo con Edimburgo continuó, y siguió siendo amiga de Jex-Blake.
Se dedicó a promover el cuidado de las mujeres por parte de las mujeres médicas. También se interesó mucho por la educación siendo "una de las primeras damas miembros del Consejo Escolar de St Andrews", cargo que ocupó durante 15 años. (Edinburgh Evening News, 5 de octubre de 1903). Además, fue miembro del consejo de la Escuela para niñas St Leonards (ahora mixto).
En julio de 1876, su marido murió repentinamente de un ataque cardíaco que la dejó con tres hijos y no pudo volver a estudiar.
Cuando Jex-Blake comenzó el proceso de fundación de otra escuela de medicina para mujeres en Edimburgo, Evans, junto con George Balfour, Agnes McLaren, Miller-White, Heron Watson y Ursula Du Pre, formó un comité ejecutivo para encontrar un local adecuado. En 1900 y 1901, junto con Du Pre, fue vicepresidenta del comité del Edinburgh Hospital and Dispensary for Women and Children, el hospital de Whitehouse Loan y el dispensario de Torphichen Place. El hospital era el único en Edimburgo que proporcionaba atención médica y quirúrgica a las mujeres por parte de mujeres médicas. Proporcionaba privacidad, un ambiente hogareño y atención a las mujeres que no podían pagar los honorarios de una residencia privada.
Evans murió en Saint Andrews el 4 de octubre de 1903, después de un procedimiento quirúrgico. Fue enterrada en el Cementerio Dean de Edimburgo, junto a su marido Alexander Russel.

## Reconocimientos
Las siete de Edimburgo fueron premiadas con el MBChB (Licenciatura en Medicina, Licenciatura en Cirugía) honorífico póstumo en el McEwan Hall de la Universidad de Edimburgo el sábado 6 de julio de 2019. Los títulos fueron recogidos en su nombre por un grupo de estudiantes actuales de la Facultad de Medicina de Edimburgo. La ceremonia fue el primero de una serie de eventos planeados por la Universidad de Edimburgo para conmemorar los logros y la importancia de Las siete de Edimburgo.